# KV-1
De KV-1 (Russisch: КВ-1) was de zware standaard-Sovjettank in de beginjaren van de Tweede Wereldoorlog. Hij was genoemd naar de Volkscommissaris van Defensie Kliment Vorosjilov.

## Ontwikkeling
De Unie van Socialistische Sovjet Republieken (USSR) had begin jaren dertig naar Brits model een zware tank ontwikkeld, de T-35. Dit type werd al snel als verouderd beschouwd: het was te slecht bepantserd en te duur. In november 1937 besloot GABTOe, het Hoofddirectoraat van de Pantser- en Gemechaniseerde Troepen, twee ontwerpbureaus in Leningrad, dat van de Bolsjewiekfabriek en dat van de Kirowskiyfabriek, de opdracht te geven ieder een prototype te ontwikkelen van een zwaargepantserde antitankkanonjager die onkwetsbaar moest zijn voor het vuur van de toen gebruikelijke antitankkanonnen met een kaliber van 37 tot 45 millimeter. Oorspronkelijk moest het ontwerp net als de T-35 nog vijf torens hebben, maar al snel werd de specificatie gewijzigd in drie torens, twee met een 45 mm antitankkanon en een hoofdtoren met een 76,2 mm houwitser: de twee machinegeweertorens werden weggelaten.
De Bolsewiekfabriek ontwierp de T-100 en de hoofdontwerper van de Kirowskiyfabriek, Zjosef Kotin, de SMK, genoemd naar de vermoorde partijleider Sergej Kirov. Het eerste ontwerp van de SMK voorzag nog in het gebruik van bladveren in de ophanging maar dat werd veranderd in een moderne torsiestaafophanging om de rijkwaliteiten te verbeteren.
Op 4 mei 1938 werden op een vergadering in Moskou van de GKO, de Staatsdefensieraad, houten schaalmodellen van de voorstellen gepresenteerd. Kotin waagde het openlijk de wijsheid van een type met drie torens te betwijfelen. Stalin stond toen op, liep naar Kotins model en brak er een toren af met de woorden: "Waarom zouden we tanks bouwen in de vorm van een warenhuis?". Meteen werd besloten het gewicht, bespaard door het weglaten van de derde toren, te gebruiken om de dikte van de bepantsering op 60 mm te brengen, hoewel men bij tanks geen ervaring had in de productie van pantserstaal van die dikte.
Kotin, aangemoedigd door dit succes, besloot nu ook de volgende stap te zetten en maakte een ontwerp voor een tank met maar één toren, die hij vernoemde naar generaal Kliment Vorosjilov, een van Stalins vertrouwelingen. Ten onrechte melden veel bronnen dat Vorosjilov ook zijn schoonvader zou zijn geweest. Het weglaten van de toren maakte het mogelijk binnen een gewichtslimiet van vijfenvijftig ton de bepantsering boven de zestig millimeter te brengen. Op een vergadering in augustus 1938 bepaalde Stalin dat van alle drie de ontwerpen prototypes vervaardigd moesten worden, waarna Kotin vanaf oktober de ontwerpstudies verder uitwerkte. De opdracht werd op 27 februari 1939 officieel door de defensieraad bekrachtigd. Kotin was al op 1 februari begonnen met de voorbereiding van de bouw van het eerste prototype; op 9 april was het eerste model op ware grootte in elkaar gezet. Hij maakte twee KV-voertuigen die vanaf 1 september 1939 samen met de rivaliserende types getest werden bij Koebinka. Daarbij bleek de KV verreweg superieur in mobiliteit. Het prototype had eerst nog twee kanonnen in de toren: een 45 mm en een 76,2 mm wapen, maar het lichtere kanon zou al snel weer verwijderd worden.
Toen de USSR kort daarop de Winteroorlog begon tegen Finland, werden de prototypes van de KV, de T-100 en de SMK naar de Finse Mannerheimlinie gestuurd om te kijken hoe goed ze waren in gevechtsomstandigheden. Midden december deden ze mee aan gevechten als deel van het 91e Tankbataljon van 20e Zware Tank-brigade. Snel werd pijnlijk duidelijk dat de tanks met drie torens veel te zwaar waren: toen de SMK op een landmijn liep, bleek het onmogelijk het voertuig weg te trekken. Na de laatste inzet op 19 december 1939 besloot het Defensiecomité tot massaproductie van de KV met een eerste bestelling van vijftig voor 1940; in mei 1940 zou dit verhoogd worden tot tweehonderd. De KV werd begin 1941 hernoemd in KV-1 nadat al eind 1939 besloten was ook een 'pantserhouwitzer-versie' te maken, bewapend met een 152 mm kanon, speciaal om de Finse bunkers te vernietigen: de KV-2.

## Beschrijving

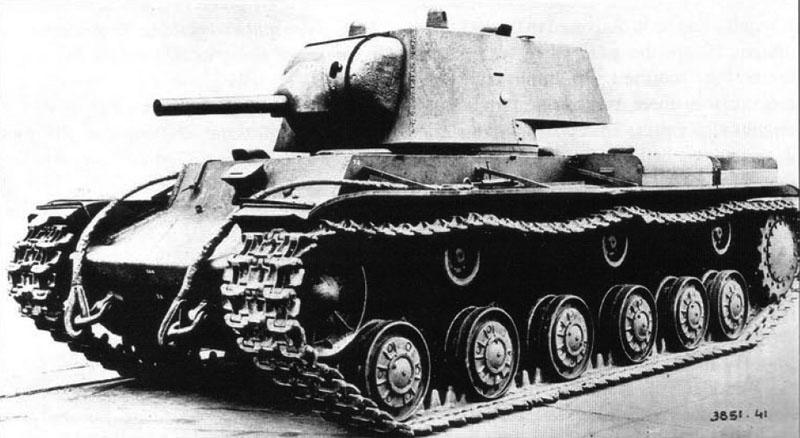
De oorspronkelijke KV-1 model 1939

De KV-1 was oorspronkelijk bedoeld om de rol van doorbraaktank te vervullen: een gevechtsvoertuig dat versterkte vijandelijke linies moest doorbreken. Omdat daar een hoge concentratie aan antitankkanonnen aanwezig zou zijn, moest zo een voertuig aan alle kanten zwaar bepantserd worden: in de eerste productieversie werd de bepantsering nog eens verhoogd naar een basis van 75 millimeter. Het nadeel was dat het gewicht toenam: de KV-1 was in 1940 met zijn 45 ton de zwaarste tank die ter wereld geproduceerd werd en de op een na zwaarste operationele tank, na de Franse Char 2C. Eind jaren dertig brak echter algemeen het besef door dat dergelijke tanks ook in staat zouden moeten zijn verder op te rukken om de vijandelijke stellingen meteen te omvatten, waarna ze aansluitend tegenaanvallen van vijandelijke pantserreserves moesten afslaan. Het type moest dus ook beschikken over een goede mobiliteit en vuurkracht. Het lukte Kotin een bevredigend evenwicht tussen deze gewenste eigenschappen te vinden. Bovendien introduceerde de USSR, begin jaren dertig als eerste met mechanisering begonnen, nu alweer de tweede moderne tankgeneratie: de USSR liep een hele ontwikkelingscyclus op alle andere landen voor. Binnen deze generatie vertegenwoordigde de KV-1, met zijn torsiestaafophanging en driemanskoepel, het meest geavanceerde lid. Het enige ouderwetse was dat hij geen afgeschuind voorpantser had zoals zijn generatiegenoot, de middelzware T-34.
Het resultaat was een tank die op papier verreweg superieur was aan alle mogelijke vijandelijke types. In bepantsering moest hij slechts de Britse Matilda II (tijdelijk) voor laten gaan; zijn lange 76,2 mm kanon had een goede uitwerking tegen zowel "zachte" (vanwege de grote brisantgranaat) als "harde" doelen — 40 mm was het maximale kaliber antitankgeschut bij buitenlandse tanks. Ondanks het gewicht was in principe de mobiliteit voor die tijd heel redelijk. Een V-2K dieselmotor van 600 pk, een aangepaste versie van de motor die in de T-34 gebruikt werd, maakte een maximumsnelheid mogelijk van 35 km/u. De keuze voor een diesel in plaats van de toen veel gebruikelijker benzinemotor zorgde in combinatie met brandstoftanks van gezamenlijk 600 liter voor een goed bereik van ongeveer 250 kilometer; het verminderde daarbij het brandgevaar en, vanwege de bekrachtigde zuigerstandcontrole bij diesels, de kans op storing door bevriezing. Brede rupsbanden zorgden voor een lage bodemdruk zodat hij goed door modderig of besneeuwd terrein kon rijden zonder weg te zakken. De KV was een stuk korter dan de SMK en de lengte (6,75 m) tot breedte (3,32 m) verhouding zorgde voor een redelijke wendbaarheid. Met een hoogte van 2,75 meter had hij ook een veel lager silhouet dan tanks met driemanstoren, wat het een stuk lastiger maakte hem te raken.
Maar er traden problemen op. De korte ontwikkelingsperiode leidde tot grote mechanische onbetrouwbaarheid. De transmissie was te zwak; het sturen was erg zwaar en alleen zeer ervaren chauffeurs wisten de hoogste versnelling te bereiken. Een ander probleem was de slechte indeling van de gevechtsposities binnen de toren. Driemanstorens hebben meestal een schutter, een commandant en een lader. Bij de KV-1 zat de schutter links, maar de commandant niet zoals gebruikelijk recht achter hem maar aan de rechterzijde van het kanon —dat hij zelf aan zijn de linkerkant moest laden. Hij kon van het torenluik geen gebruik maken omdat het zich recht achter het kanon bevond, waar het derde bemanningslid zat. Dat beperkt zijn uitzicht op de omgeving. Dit derde bemanningslid was de assistent-chauffeur-mecanicien die in de toren verder geen functie vervulde, behalve dat hij een achterwaarts gemonteerd machinegeweer kon bedienen. Het kanon kon niet eenvoudig recht van achteren geladen worden. KV-1's reageerden door deze opstelling van de bemanning traag op veranderingen in een gevechtssituatie. De andere twee bemanningsleden waren de chauffeur, rechts voor in de romp en links van hem de seiner.
In de eerste jaren vielen deze nadelen weg tegen de algemene moderniteit van de tank. Maar de technische ontwikkelingen gingen in de Tweede Wereldoorlog zeer snel. De Duitsers introduceerden 50-mm en 75-mm-kanonnen met genoeg kracht om door de bepantsering heen te komen. De KV-1, die in 1940 nog als hypermodern gold, was zo al in 1942 verouderd aan het raken.

## Vroege productie en verbeteringen

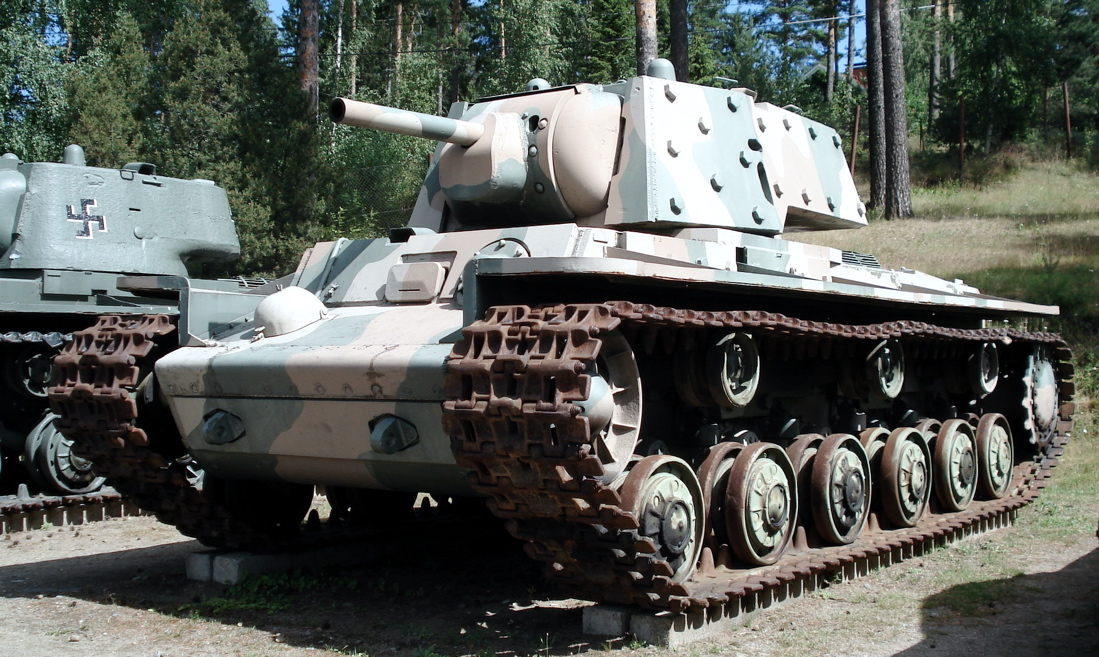
KV-1E model 1940

De eerste voertuigen werden afgeleverd in de zomer van 1940 als KV-1 model 1939. Ze hadden nog een vrij kort (Lang 30,5) L-11 kanon; pas later in dat jaar werd de KV-1 model 1940 in productie genomen, met een Lang 39 F-32 kanon; de totale jaarproductie was 141.
In het voorjaar van 1940 kwam de snelle val van Frankrijk als een schok. Men vermoedde, ten onrechte, dat nieuwe krachtiger Duitse antitankkanonnen een rol hadden gespeeld in Frankrijks nederlaag. In reactie hierop werden er nieuwe KV-projecten gestart voor een beter gepantserd (KV-3), beter bewapend (Obiect 220) en superzwaar model (KV-4 en KV-5). Geen van die projecten zou tot een productiemodel leiden maar wel werd de KV-1 verbeterd tot de KV-1E. De "E" staat voor s ekranami ("met schermen") en verwees naar de 35 mm pantserplaten die met bouten op zekere afstand van het hoofdpantser aan de voor- en zijkanten geplaatst werden. De bescherming nam zo toe tot 110 mm, wat het type toen tot de zwaarst bepantserde tank ter wereld maakte. Voor de zomer van 1941 werd een model gepland, de KV-1 Model 1941 waarbij extra (26–31 mm) pantser op het hoofdpantser van 75 mm gelast was en een gelaste toren gebruikt werd; een gedeelte van de productie was echter voorzien van een gegoten toren van 95 mm dik. Dit model zou weer een ander kanon krijgen: de Lang 41,5 ZIS-5, een afgeleide van de F-34 van de T-34.
Niet alleen de tanks zelf maar ook hun tactiek werd beïnvloed door de gebeurtenissen van 1940. Men besloot tot het oprichten van enorme Gemechaniseerde Korpsen om een tegenwicht te bieden aan de Duitse pantserdivisies. Die korpsen moesten onder andere twee pantserdivisies bevatten en iedere pantserdivisie weer twee tankregimenten met ieder, naast vele tanks van andere typen, 31 KV's. Per divisie leverde dat 63 KV's op en per korps 126. Zo een vierduizend KV's waren nodig om deze eenheden op organieke sterkte te brengen. Hierom werd een nieuwe productielijn opgestart in het oostelijke Tsjeljabinsk, "Tankograd".

## Operatie Barbarossa
Toen op 22 juni 1941 Operatie Barbarossa begon, de Duitse inval in de Sovjet-Unie, waren aan het Rode Leger 508 KV-1 en KV-2s geleverd uit een totale productie van zo een 830. De meeste Gemechaniseerde Korpsen hadden het type niet eens. Desalniettemin kwam het op vele plaatsen, vooral in de Oekraïense sovjetrepubliek, tot zware gevechten tussen grotere groepen KV-1s en de Duitse troepen. Meer dan de T-34 maakte de KV een grote indruk, bij voorbeeld in de Slag bij Raseiniai toen één enkel voertuig een dag lang de opmarsroute blokkeerde. De standaard 37 mm Duitse antitankkanonnen slaagden er nauwelijks in de voertuigen uit te schakelen en ook de Duitse tanks waren te zwak bewapend. Met inzet van alle middelen: springladingen, artillerie, duikbommenwerpers en 8,8cm-Flak moest men doorgebroken groepjes KV's uitschakelen. De geringe operationele bekwaamheid van de sovjettroepen hield de schade nog beperkt en mechanische uitval en brandstoftekorten deden het aantal na de eerste weken snel afnemen.
In de laatste maanden van 1941 dwongen de geslonken tankbestanden tot het oprichten van veel kleinere standaard pantsereenheden, de tankbrigades, die naast T-34's of oudere tanks, in theorie ook een zware compagnie van zeven KV-1's hadden; later werd dat verhoogd naar tien. In september moest de Kirowskiyfabriek geëvacueerd worden naar de Oeral en werd samengevoegd met de fabriek in Tsjeljabinsk tot het Zawod-100-complex. De productie werd hervat in oktober en lag al snel op een hoger niveau: 419 KV's in het vierde kwartaal tegenover 311 in het derde. In 1941 werden 1121 KV-1's geproduceerd. Bij het eerste honderdtal in Zavod-100 gefabriceerde voertuigen werd nog de M17 benzinemotor van de T-35 ingebouwd wegens een tekort aan dieselmotoren.

## KV-1 model 1942

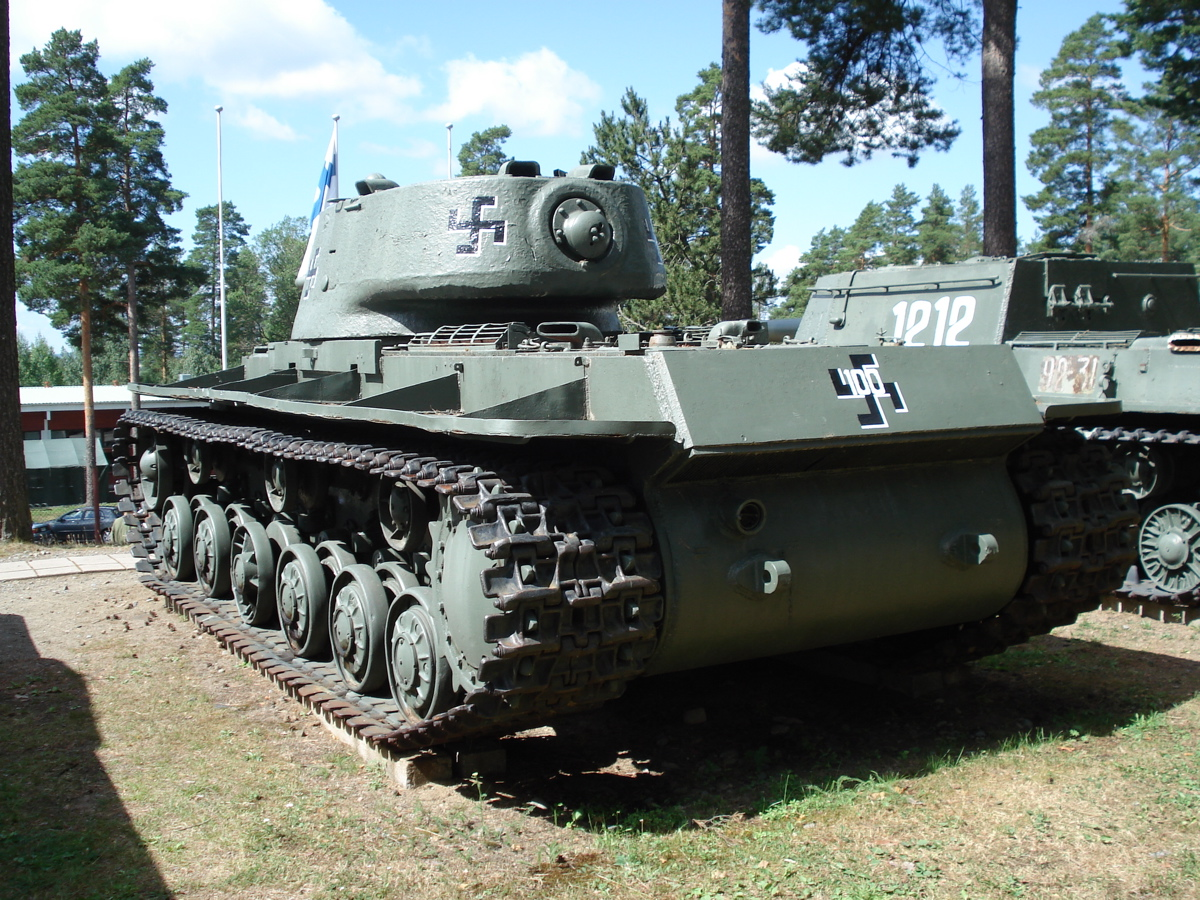
De KV-1 model 1942 is te herkennen aan de rechte achterkant en de verdikte pantserwal rond het machinegeweer in de achterkant van de toren. Het hakenkruis is Fins.

In de loop van 1942 werd er een nog zwaardere gegoten toren toegepast met een basisdikte van 120 mm. Tegelijkertijd werd het basispantser van de zijkanten verhoogd van 75 naar 90 millimeter. De nieuwe romp is herkenbaar aan de rechte in plaats van gebogen achterkant. Dit type noemde men de KV-1 model 1942. Men slaagde erin de kosten van het productieproces aanzienlijk te verminderen, van 635.000 roebel in 1941 naar 295.000 roebel in 1942. De productie bleef geleidelijk stijgen: 542 in het eerste kwartaal van 1942, 602 in het tweede, 703 in het derde en 718 in het vierde voor een totaal in dat jaar van 2565.

## KV-1S

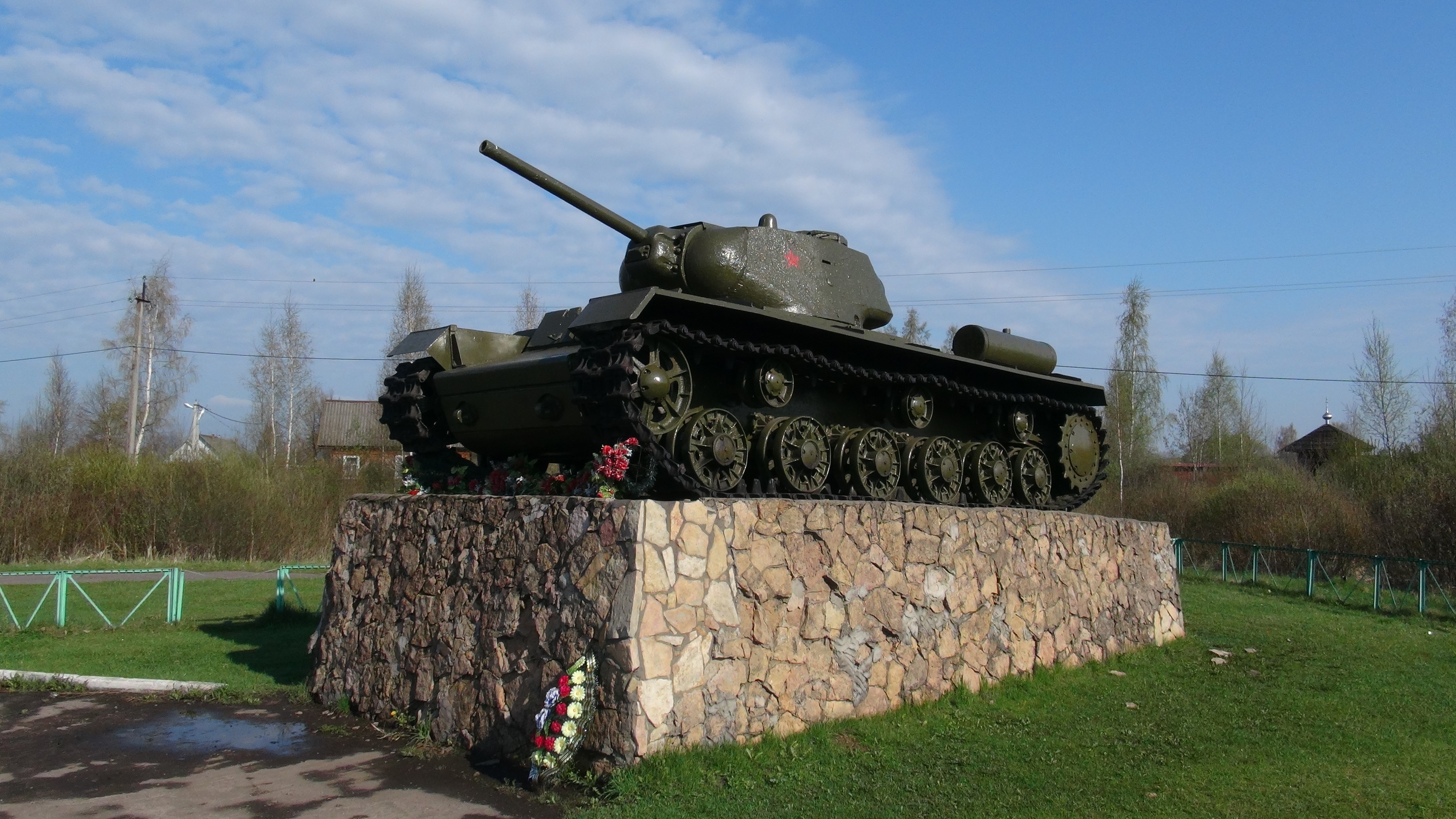
KV-1S

Op het eind van dat jaar was echter alweer een geheel verbeterd type in gebruik genomen: de KV-1S, de skorostnoj, "mobiel". Hiervan werd de pantserdikte weer gereduceerd tot vijfenzeventig millimeter, wat het gewicht verminderde tot ongeveer 47,5 ton. De snelheid nam toe tot vijfendertig kilometer per uur. Een nieuwe verlaagde toren werd toegepast die een vijf ton lichter was. De tank was verder voorzien van een commandokoepel, een nieuwe transmissie, bredere rupsbanden en lichtere loopwielen. Het type werd tussen augustus 1942 en april 1943 geproduceerd in een aantal van 1370.
De massaproductie van de KV-1 en KV-2's stopte toen de nieuwe KV-85, KV-13 en SU-85 werden geproduceerd. Deze tanks werden, om kosten laag te houden, met hetzelfde type motor en kanon uitgerust. De KV-85 werd maar kort geproduceerd, van 1943 tot lente 1944.